# サム・トットマン
サム・トットマン（Sam Totman,1974年8月8日 - ）はニュージーランド出身（生まれはイングランドハートフォードシャー）のミュージシャン。パワーメタルバンド・ドラゴンフォースのギタリスト。現在発表されているドラゴンフォースの各楽曲のほとんどは彼が手がけている。

## 概要
生まれはイングランドであるが幼い時期にニュージーランドに移住した。9歳の時にクラシック・ギターを弾き始めるようになる。ドラゴンフォース（結成当初はドラゴンハート）結成前はデモニアックというバンドを結成して音楽活動を行った。1997年にイングランドに戻った後は同じドラゴンフォースのギターパートナーであるハーマン・リと出会うものの、デモニアック自体は1998年に解散している。
かなりの節約家。初来日の際、所有しているギターはコピー商品で、ギターケースには穴が開いており、他のメンバーがイギリスにいる恋人や家族に連日電話していたときも彼だけは通話料金がもったいないからか、一切連絡を取らなかった。
スラッシュメタルやゲーム音楽を好む。酒、特にビール好きでインヒューマン・ランペイジ収録の楽曲「Through The Fire And Flames」のプロモーションビデオ内でハーマンとのギターソロ演奏の最中に勢いよく酒を飲むシーンがある。
ピッキングスタイルは極端な逆アングル。小指をピックアップ下、ボディーにほぼ平行に寝かせる。

## 使用楽器・機材
- Ibanez STM, his own signature line.
- Ibanez VBT700 Custom V
- Jackson custom Flying V
- Ibanez IC400 Iceman
- Ibanez Iceman ICT700
- Peavey Triple X Cab
- Before the recent endorsement with Ibanez, Sam used to play Jackson RR3s on stage.
- In Early Dragonforce work, Sam used a Kramer Vanguard series guitar.